# ألوسيترون
ألوسيترون(Alosetron )، الذي يُباع تحت الإسم التجاري لوترونيكس(Lotronex) من بين أسماء أخرى، هو دواء يستخدم لعلاج متلازمة القولون العصبي السائدة (IBS) لدى النساء.  و يجب أن يعطى فقط للأشخاص الذين يعانون من مرض شديد و لا يمكن علاجهم بعلاجات أخرى.  و يؤخذ عن طريق الفم. 
تشمل الآثار الجانبية الشائعة لهذا العقار على: الإمساك و آلام البطن و الغثيان.  قد تشمل الآثار الجانبية الأخرى انسداد الأمعاء و التهاب القولون الإقفاري.[١] أما سلامة الحمل غير واضحة.[١] وهو مانع مستقبلات 5-HT3.
تم تسجيل براءة اختراع ألوسيترون في عام 1987 ودخل حيز الاستخدام الطبي في التسعينيات.   تم سحبه مؤقتًا في عام 2000 بسبب مشكلات تتعلق بالإمساك و لكن تم إعادة تقديمه في عام 2002.  و هو متوفر كأدوية مكافئة.  وفي الولايات المتحدة يكلف الشهر حوالي 240 دولارًا أمريكيًا اعتبارًا من عام 2022. 